# 파고 (음악 그룹)
파고는 호원대학교 학생들로 구성된 대한민국의 음악 그룹이다. 2020년 싱글 [산다는 것]으로 데뷔했다.

## 방송
- 락쿵 (2022) - Top47

## 음반
- 산다는 것 (2020)
- 이럴 줄 알았어 (2020)
- 파아란 (2020)
- 바다 (Going On) (2021)
- 주문 (2023)

## 공연
- Melodie X PAGO 인디 콘서트 ‘DAY OFF’ (2023)